# Forum (radio)
Pour les articles homonymes, voir Forum.
 (février 2019).
Forum est une radio régionale française qui fut créée en 1981 à Poitiers. Ses studios sont basés à Orléans depuis 1998, date de la reprise par le groupe Groupe 1981. 
La radio diffuse ses programmes sur 28 fréquences FM en région Centre-Val de Loire (Indre-et-Loire, Loir-et-Cher, Loiret, Indre), Nouvelle-Aquitaine (Charente, Charente-Maritime, Deux-Sèvres, Vienne, Haute-Vienne) et Maine-et-Loire.

## Historique
Forum est fondée en mai 1981 sous le nom de Poitiers FM. Elle est la première radio libre de la ville et diffuse ses programmes de 17h à minuit. Elle prendra peu après le nom de Poitiers Forum.
Elle devient rapidement une radio commerciale et passe en catégorie B dans la classification appliquée par le Conseil supérieur de l'audiovisuel aux radios soumises à son autorisation. La station fusionnera avec Radio Poitiers Ouest en octobre 1984 et prend alors le nom de Forum. 
Originaire de la région Poitou-Charentes, Forum a étendu son réseau en région Centre dès le milieu des années 1990, grâce à l'achat de plusieurs radios locales telles que RMF dans le Loiret et RVL en Loir-et-Cher.  
Depuis le 1er novembre 1995, Forum est membre du GIE « Les Indés Radios », qui réunit plusieurs radios locales, régionales et thématiques indépendantes. Elle est également adhérente au SIRTI, le syndicat interprofessionnel des radios et télévisions indépendantes qui est présidé depuis 1994 par le fondateur de Forum, Philippe Gault.
En 1998, Forum rejoint le Groupe 1981, qui réunit en son sein des radios locales, régionales et thématiques indépendantes.
En juillet 2011, le CSA autorise Ouest FM, qui diffuse en Maine-et-Loire sur 3 fréquences, à reprendre les programmes de Forum.

## Identité de la station

### Logos

Logo de Forum depuis 2020[5].

### Slogans
La radio a connu plusieurs slogans depuis sa création :
- Jusqu'en 2013 « La radio hits & pop »
- De 2013 à 2018 : « Le nouveau mix »[2]
- De 2018 à 2020 : « Place aux émotions »
- Depuis 2020 : « Collector Radio »

## Diffusion FM
La radio Forum émet en modulation de fréquence sur les secteurs suivants :
- Charente : Angoulême ; Confolens ; Ruffec ;
- Charente-Maritime : La Rochelle ; Île d'Oléron ;
- Indre : Châteauroux ;
- Indre-et-Loire : Château-Renault ; Tours ;
- Loir-et-Cher : Blois ; Romorantin-Lanthenay ; Vendôme ;
- Loiret : Orléans ; Châteauneuf-sur-Loire ;
- Maine-et-Loire : Angers ; Cholet ; Saumur ;
- Deux-Sèvres : Niort ; Parthenay ; Saint-Maixent-l'École ; Thouars ;
- Vienne : Châtellerault ; Chauvigny ; Civray ; Gençay ; La Roche-Posay ; Loudun ; Montmorillon ; Poitiers ; Saint-Savin ;
- Haute-Vienne : Bellac ; Limoges ; Saint-Junien.

## Annexe